# Кульбакине (станція)
Кульба́кине — вузлова проміжна залізнична станція Херсонської дирекції Одеської залізниці на перетині трьох неелектрифікованих ліній Миколаїв — Кульбакине, Кульбакине — Вітовська та Херсон — Кульбакине  між станціями Миколаїв (3 км) та Котляреве (10 км). Розташована в однойменній місцевості, на околиці Миколаєва. Від станції відгалужується залізниця до станції Миколаїв-Вантажний, до якої курсують всі приміські поїзди Миколаївського вузла. Також від станції відгалужується 15-км гілка до станції Вітовська, на якій здійснюється лише вантажний рух.

## Історія
Станція відкрита у 1907 році.

## Пасажирське сполучення
На станції зупиняються  приміські поїзди сполученням Миколаїв — Херсон — Апостолове.